# Lijeska (Pljevlja)
Pour les articles homonymes, voir Lijeska.
Lijeska (en serbe cyrillique : Лијеска) est un village du nord du Monténégro, dans la municipalité de Pljevlja.

## Démographie

### Évolution historique de la population
| 1948 | 1953 | 1961 | 1971 | 1981 | 1991 | 2003 |
| ---- | ---- | ---- | ---- | ---- | ---- | ---- |
| 127  | 162  | 167  | 168  | 143  | 113  | 100  |